# 러더퍼드 B. 헤이스 행정부
러더퍼드 B. 헤이스는 1877년 3월 4일부터 1881년 3월 4일까지 제19대 미국 대통령을 지냈다. 공화당 소속이었던 헤이스는 1876년 대통령 선거에서 선거인단에서 근소한 차이로 승리하여 취임했다. 이 논란이 많았던 선거는 1877년 타협으로 이어졌는데, 여기서 헤이스는 미국 남부에서 연방군을 철수하여 재건 시대를 종식하는 데 동의했다. 헤이스는 재선을 추구하지 않았고, 제임스 A. 가필드가 그 뒤를 이었다.
전반적으로 헤이스는 온건하고 실용주의자였다. 그는 민주당이 마지막 세 공화당 주를 장악하면서 남부에서 마지막 연방군을 철수시키겠다는 약속을 지켰다. 정직함의 모범이었던 그는 정실 인사 제도를 추구하는 공화당 정치인들에게 도전하며 공무원 개혁을 지지했다. 비록 장기적인 개혁을 달성하지는 못했지만, 1883년 펜들턴법의 최종 통과를 위한 대중적 지지를 얻는 데 기여했다. 남부 공화당은 의회의 민주당원들에 의해 흑인들의 시민권을 지지하려는 그의 노력이 크게 좌절되면서 점차 약화되었다.
금본위제 유지가 경제 회복에 필수적이라고 주장하면서, 그는 그린백(금이나 은으로 뒷받침되지 않는 지폐)에 반대했고 통화 공급에 더 많은 은을 요구하는 블랜드-앨리슨 법에 거부권을 행사했다. 의회가 그의 거부권을 무효화했지만, 헤이스의 통화 정책은 인플레이션 지지자들과 경화 지지자들 사이의 타협을 이끌어냈다. 그는 미국 역사상 가장 큰 노동 파업 중 하나였던 1877년 대철도 파업에서 폭력을 피하기 위해 연방군을 신중하게 사용했다. 이는 "1873년 공황"이라는 경제 침체의 종말을 알렸다. 그의 남은 임기는 번영으로 특징지어졌다. 아메리카 원주민에 대한 그의 정책은 사기를 최소화하는 데 중점을 두었다. 그는 그랜트의 "평화 계획"을 계속했고 1887년 도스 법의 동화 정책을 예상했다. 외교 정책에서 그는 이니셔티브를 거의 취하지 않은 온건한 인물이었다. 그는 미국 단독 프로그램이 되어야 한다고 생각했던 드 레셉스의 파나마 운하 건설 계획에 성공적으로 반대했고, 라틴아메리카와 먼로주의의 지속적인 우월성에 대한 미국의 영향력을 주장했다. 역사학자들과 정치학자들의 설문조사에서는 일반적으로 헤이스를 평균적인 대통령으로 평가한다.

## 1876년 선거

### 지명과 일반 선거

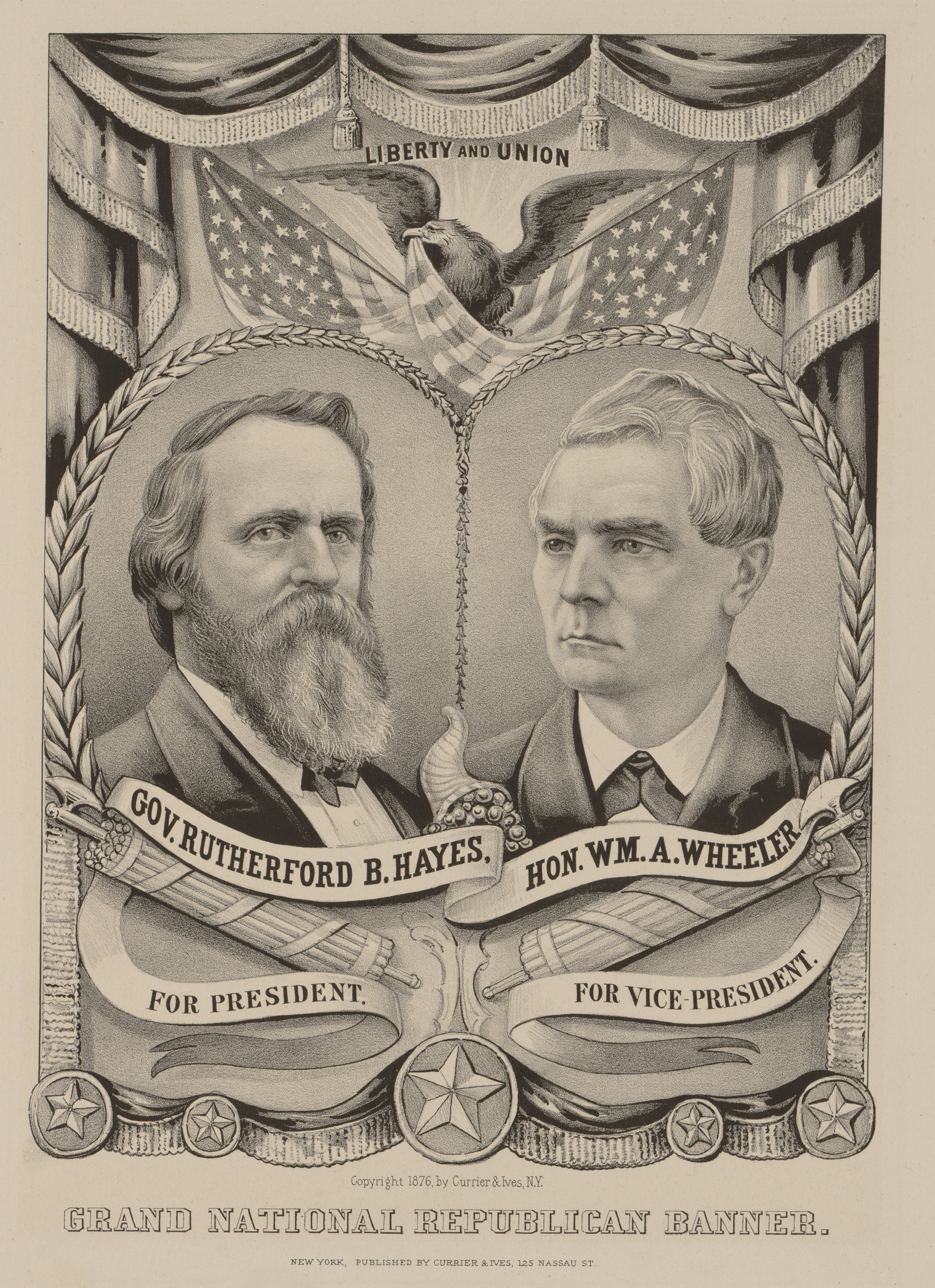
헤이스-휠러 선거 포스터

율리시스 S. 그랜트 대통령이 두 임기 후 은퇴하면서, 공화당은 1876년 선거를 위한 새로운 후보를 정해야 했다. 헤이스는 주요 스윙 스테이트인 오하이오주 주지사로서의 성공으로 인해 메인주의 제임스 G. 블레인, 인디애나주의 상원의원 올리버 P. 모턴, 뉴욕주의 상원의원 로스코 콩클링과 함께 공화당 대통령 후보 고려 대상의 최상위에 올랐다. 1876년 공화당 전당대회에 파견된 오하이오 대표단은 헤이스를 지지하며 단결했고, 존 셔먼 상원의원은 동향인 헤이스의 지명을 돕기 위해 모든 노력을 기울였다. 1876년 6월, 공화당 전당대회는 헤이스의 고향인 신시내티에 모였고, 블레인이 유력한 후보였다. 헤이스는 전당대회 첫 투표에서 블레인, 모턴, 재무장관 벤저민 브리스토, 콩클링에 이어 5위를 차지했다. 여섯 번째 투표 후에도 블레인이 선두를 유지했지만, 일곱 번째 투표에서 블레인의 반대자들이 헤이스 주변으로 결집하여 그에게 대통령 후보 지명을 부여했다. 부통령 후보로는 전당대회에서 윌리엄 A. 휠러 하원의원을 선출했는데, 헤이스는 최근 그에 대해 "부끄럽지만: 휠러가 누구지?"라고 물었다.
헤이스의 견해는 인종이나 성별에 관계없이 평등한 권리, 재건의 지속, 종파 학교에 대한 공적 자금 지원 금지, 화폐 지급 재개를 요구하는 당 강령과 대체로 일치했다. 헤이스의 지명은 언론으로부터 좋은 평가를 받았고, 민주당 신문조차 헤이스를 정직하고 호감 가는 인물로 묘사했다. 지명 수락 공개 서한에서 헤이스는 공무원 개혁을 지지하고 한 임기만 봉사하겠다고 맹세했다. 민주당 후보는 뉴욕주 주지사 새뮤얼 J. 틸든이었다. 틸든은 만만치 않은 상대였으며, 헤이스와 마찬가지로 정직하다는 평판을 가지고 있었다. 또한 헤이스와 마찬가지로 틸든은 경화주의자였으며 공무원 개혁을 지지했다. 당시의 관습에 따라 선거 운동은 대리인을 통해 진행되었으며, 헤이스와 틸든은 각자의 고향에 머물렀다.
1873년 공황 이후의 열악한 경제 상황과 다양한 공화당 스캔들이 결합하여 집권당은 인기가 없었고, 헤이스는 개인적으로 선거에서 패배할 수도 있다고 믿었다. 양측 후보는 뉴욕주, 인디애나주와 같은 스윙 스테이트에 집중했으며, 정치적 폭력이 반복되는 가운데 재건 정부가 여전히 겨우 통치하고 있는 루이지애나주, 사우스캐롤라이나주, 플로리다주 등 남부의 세 주에도 관심을 기울였다. 공화당은 남부 민주당원들이 촉발했다고 주장하는 남북 전쟁 직후에 민주당이 국가를 운영하게 하는 위험성을 강조했다. 또한 민주당 행정부가 남부 흑인들의 최근 획득한 시민권에 가할 위험성도 다소 강조했다. 민주당은 틸든의 개혁 기록을 선전하며 현 그랜트 행정부의 부패와 대조했다. 이 선거는 리디머들이 흑인 투표를 억압하려 했기 때문에 남부에서 폭력으로 얼룩졌다.

### 선거 후 분쟁
선거일 개표 결과, 경쟁이 치열하다는 것이 분명해졌다. 헤이스는 북부의 많은 지역에서 승리했지만, 틸든은 대부분의 남부와 뉴욕, 인디애나, 코네티컷주, 뉴저지주에서 승리했다. 선거일로부터 3일 후인 11월 11일, 플로리다, 루이지애나, 사우스캐롤라이나의 선거인단 19표는 여전히 불확실했다. 틸든은 총 184명의 선거인단 투표를 얻은 주에서 승리했지만, 과반수에는 1표 부족했고, 헤이스는 166명의 선거인단 투표를 얻은 주에서 승리했다. 공화당과 민주당은 각각 세 분쟁 주에서 승리를 주장했지만, 양당의 사기로 인해 해당 주의 결과는 불확실해졌다. 상황을 더욱 복잡하게 만든 것은 오리건주 (헤이스가 승리한 주)의 선거인 3명 중 1명이 실격되어 헤이스의 총 투표수가 165표로 줄어들고 분쟁 투표수가 20표로 늘어났다는 점이다. 틸든이 분쟁 선거인단 투표 중 단 한 표라도 얻으면 대통령이 되지만, 헤이스의 승리를 위해서는 분쟁 투표 20표 전체를 얻어야 했다. 선거에 명확한 승자가 없자, 남북 전쟁 이후 깊이 분열된 국가에 대규모 혼란의 가능성이 드리워졌다.

1876년 선거 결과, 헤이스가 이긴 주는 빨간색, 틸든이 이긴 주는 파란색

어떤 인물이나 의회 의원들이 경쟁하는 선거인단 목록 사이에서 결정을 내릴 권한이 있는지에 대해 상당한 논쟁이 있었다. 공화당의 상원과 민주당의 하원은 각각 우선권을 주장했다. 1877년 1월까지 문제가 해결되지 않자, 의회와 그랜트 대통령은 이 문제를 초당적인 선거 위원회에 제출하기로 합의했으며, 위원회는 분쟁 선거인단 투표의 운명을 결정할 권한을 부여받았다. 위원회는 하원의원 5명, 상원의원 5명, 대법원 판사 5명으로 구성될 예정이었다. 당파적 균형을 보장하기 위해 민주당원 7명과 공화당원 7명, 그리고 양당으로부터 존경받는 독립적인 판사 데이비드 데이비스가 15번째 위원으로 참여할 예정이었다. 일리노이주 의회의 민주당원들이 데이비스를 상원으로 선출하여 그의 표를 좌우하려 하면서 균형이 깨졌다. 데이비스는 이후 선거 위원회에서 봉사하기를 거부함으로써 민주당원들을 실망시켰다. 나머지 판사들이 모두 공화당원이었기 때문에, 그들 중 가장 독립적인 사고를 가진 것으로 여겨지는 조셉 P. 브래들리 판사가 데이비스의 자리를 대신하도록 선정되었다. 위원회는 2월에 회의를 열었고, 공화당원 8명은 모든 20표의 선거인단 투표를 헤이스에게 주기로 결정했다.
위원회 결정에도 불구하고, 민주당은 하원 소집을 거부함으로써 여전히 선거 인증을 막을 수 있었다. 3월 4일 취임일이 다가오자, 공화당과 민주당 의회 지도자들은 워싱턴의 웜리 호텔에서 만나 타협적 해결을 협상했다. 공화당은 위원회 결정에 대한 민주당의 묵인을 대가로 양보를 약속했다. 헤이스가 약속한 주요 양보는 남부에서 연방군을 철수하고, 남부에 남아있는 "미회복" 주에서 민주당 정부의 선출을 받아들이는 것이었다. 민주당은 타협을 받아들였고, 헤이스는 3월 2일에 선거 승자로 인증되었다.

## 취임
1877년 3월 4일이 일요일이었기 때문에 헤이스는 3월 3일 토요일에 백악관의 레드 룸에서 비공개로 취임 선서를 했으며, 이는 행정 관저에서 그렇게 한 최초의 대통령이었다. 그는 다음 월요일에 미국 국회의사당의 동쪽 포르티코에서 공개적으로 선서를 했다. 취임 연설에서 헤이스는 지난 몇 달간의 열정을 진정시키려 노력하며 "자기 나라를 가장 잘 섬기는 자가 자기 당을 가장 잘 섬기는 자이다"라고 말했다. 그는 남부에서 "현명하고 정직하며 평화로운 지방 자치"를 지지하고, 공무원 제도 개혁과 금본위제로의 완전한 복귀를 약속했다. 화해의 메시지에도 불구하고, 많은 민주당원들은 헤이스의 당선을 합법적이라고 생각하지 않았고, 그를 향후 4년 동안 "러더사기(Rutherfraud)" 또는 "사기 전하(His Fraudulency)"라고 불렀다.

## 행정부

### 내각

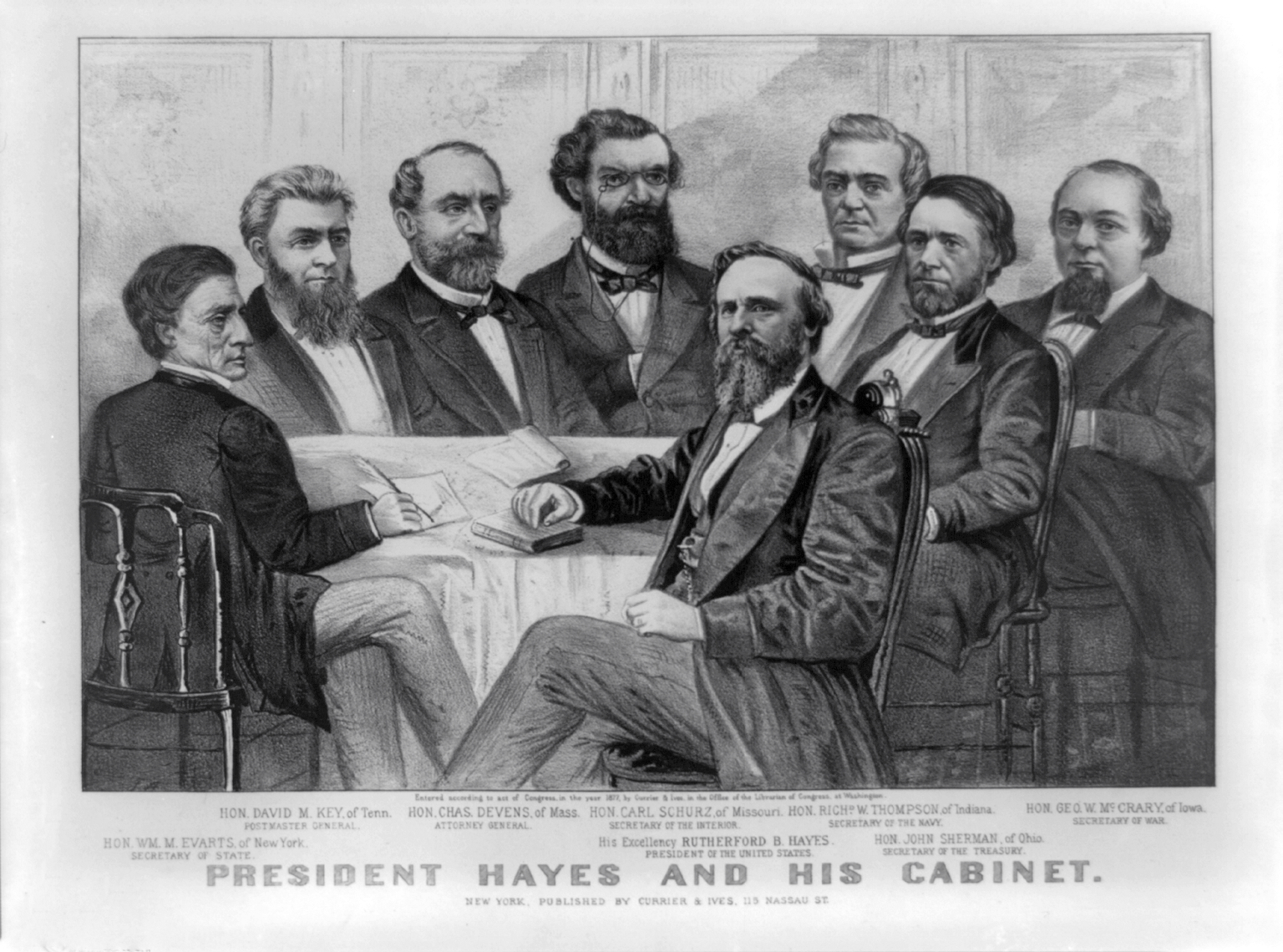
1877년 헤이스의 내각

내각 구성원을 선택할 때 헤이스는 급진 공화당원들을 피하고 온건파들을 선호했으며, 잠재적인 대통령 후보로 간주되는 인물들도 배제했다. 그는 앤드루 존슨 대통령을 탄핵으로부터 변호했던 윌리엄 M. 이바츠를 국무장관으로 선택했다. 1877년 선거 위원회를 설립하는 데 도움을 주었던 조지 W. 매크러리는 전쟁장관이 되었다. 1872년에 자유 공화당 후보를 지지했던 카를 슈르츠는 내무장관으로 선정되었다. 남부 온건파들과 관계를 맺으려는 노력으로 헤이스는 전 연합군 병사였던 데이비드 M. 키를 우정청장으로 선택했다. 가까운 동맹이자 통화 문제 전문가인 존 셔먼 상원의원은 재무장관이 되었고, 리처드 W. 톰프슨은 1876년 공화당 전당대회에서 올리버 P. 모턴의 지지에 대한 보상으로 해군장관으로 선정되었다. 슈르츠와 이바츠의 지명은 공화당의 스테어월트 파벌과 하프브리드 파벌 모두를 소외시켰지만, 헤이스의 초기 내각 선정은 일부 남부 상원의원들의 도움으로 상원에서 인준을 받았다.

### 레모네이드 루시와 금주 백악관
헤이스와 그의 아내 루시는 백악관에서 술을 제공하지 않는 정책으로 유명했으며, 이로 인해 그녀는 "레모네이드 루시"라는 별명을 얻었다. 헤이스 백악관의 첫 리셉션에는 와인이 포함되었지만, 헤이스는 워싱턴 주변 대사들이 주최한 리셉션에서의 만취 행동에 실망했다. 첫 리셉션 이후에는 헤이스 백악관에서 더 이상 술이 제공되지 않았다. 비평가들은 헤이스를 인색하다고 비난했지만, 헤이스는 금지령 이후 더 많은 돈(개인 예산에서 나옴)을 지출하여 술을 없애서 절약되는 모든 금액을 더 화려한 오락에 사용하도록 지시했다. 그의 금주 정책은 또한 정치적 이득을 가져와 개신교 목사들 사이에서 그의 지지를 강화했다. 이바츠 장관은 백악관 만찬에서 "물은 와인처럼 흘렀다"고 농담했지만, 이 정책은 금주론자들을 공화당에 투표하도록 설득하는 데 성공했다.

## 사법부 임명

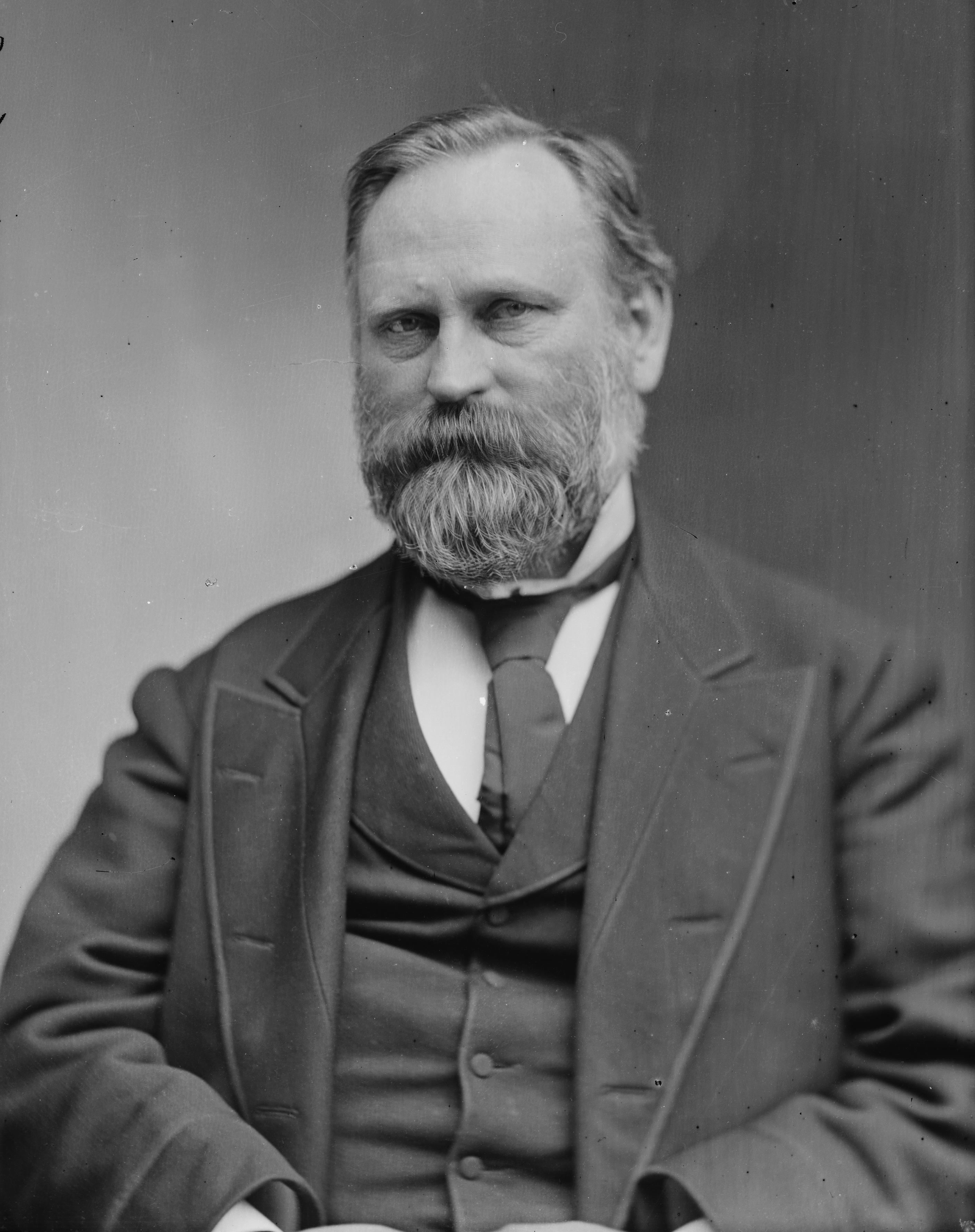
스탠리 매튜스의 대법원 인준은 헤이스가 예상했던 것보다 어려웠다.

헤이스는 대법원에 두 명의 연방 대법관을 임명했다. 첫 번째 대법원 공석은 1876년 선거 논란 중에 데이비드 데이비스가 사임한 후 발생했다. 취임 후 헤이스는 데이비스의 사임으로 인한 공석을 존 마셜 할런을 임명하여 메웠다. 할런은 벤저민 브리스토의 가까운 동맹이었다. 헤이스는 1877년 10월에 지명을 제출했지만, 할런의 공직 경험이 제한적이라는 이유로 상원에서 일부 반대가 있었다. 그럼에도 불구하고 할런은 인준되어 34년 동안 대법원에서 근무했으며, 그 기간 동안 시민권법의 적극적인 집행을 위해 (주로 소수 의견으로) 투표했다. 1880년, 윌리엄 스트롱 판사의 사임으로 두 번째 공석이 발생했다. 헤이스는 앨라배마주 출신의 카펫배거 공화당 순회 법원 판사 윌리엄 번햄 우즈를 지명했다. 우즈는 6년 동안 대법원에서 근무했으며, 결국 헤이스의 기대에 미치지 못했다. 그는 헌법을 헤이스 자신의 선호보다는 남부 민주당원들과 유사한 방식으로 해석했다.
헤이스는 1881년에 세 번째 공석을 채우려고 시도했지만 실패했다. 노아 헤인스 스웨인 판사는 헤이스가 그의 자리를 두 사람의 친구인 스탠리 매튜스를 임명하여 채울 것이라는 기대로 사임했다. 많은 상원의원들은 매튜스가 기업 및 철도 이익, 특히 제이 굴드의 이익에 너무 가깝다고 생각하여 임명에 반대했다. 상원은 지명에 대한 투표 없이 휴회했지만, 새로 선출된 제임스 A. 가필드 대통령은 매튜스의 지명을 상원에 다시 제출했고, 매튜스는 한 표 차이로 인준되었다. 매튜스는 1889년 사망할 때까지 8년 동안 근무했다. 1886년 이커 워 대 호프킨스 사건에서의 그의 의견은 소수 민족의 권리 보호에 대한 그의 견해와 헤이스의 견해를 진전시켰다.
대법원 임명 외에도 헤이스는 연방 순회 법원에 4명의 판사를, 미국 지방 법원에 16명의 판사를 임명했다.

## 재건 시대의 종말

### 남부로부터의 철수
헤이스가 취임할 당시, 사우스캐롤라이나와 루이지애나에만 두 개의 공화당 주 정부가 남아 있었고, 이들은 모두 연방군에 의해 유지되었다. 헤이스는 정치 경력 내내 공화당의 재건 정책을 굳건히 지지했지만, 그의 대통령직의 첫 번째 주요 조치는 재건을 끝내고 남부를 "자치"로 되돌리는 것이었다. 사우스캐롤라이나에서는 헤이스가 1877년 4월 10일 웨이드 햄튼 3세 주지사가 아프리카계 미국인의 시민권을 존중하겠다고 약속한 후 연방군을 철수시켰다. 루이지애나에서는 헤이스가 공화당의 스티븐 B. 패커드와 민주당의 프랜시스 T. 니콜스의 경쟁 정부 간의 중재를 위해 위원회를 임명했다. 위원회는 니콜스의 정부를 지지하기로 결정했고, 헤이스는 1877년 4월 29일에 루이지애나와 전체 국가에서 재건을 끝냈다.
블레인과 같은 일부 공화당원들은 재건의 종식에 대해 강력히 비판했다. 그러나 논란이 많았던 1876년 선거의 조건이 없었더라도, 헤이스는 전임자들의 정책을 계속하기 어려웠을 것이다. 제45대 의회의 하원은 민주당이 장악하고 있었고, 민주당은 군대가 남부를 계속 주둔시키는 데 필요한 충분한 자금을 배정하기를 거부했다. 공화당 내부에서도 지속적인 남부 반란과 폭력에 직면하여 군사 재건을 계속하려는 헌신은 약해지고 있었다.

### 투표권
민주당은 1878년 중간선거에서 남부에서 통제권을 강화하여 솔리드 사우스로 알려진 투표 블록을 형성했다. 전 연합국 주에서 선출된 73명의 하원의원 중 공화당 소속은 단 3명에 불과했다. 민주당은 1878년 선거에서 상원 통제권도 장악했고, 새로운 민주당 의회는 즉시 남부에 남아있는 연방의 영향력을 제거하려 했다.
민주당 의회는 1879년에 쿠 클럭스 클랜을 억압하는 데 사용되었던 집행법을 폐지하는 추가 조항이 포함된 군대 세출 예산안을 통과시켰다. 재건 시대에 통과된 이 법은 인종 때문에 누군가의 투표를 방해하는 것을 범죄로 규정했다. 헤이스는 흑인 유권자를 보호하는 법을 보존하기로 결심했고, 그는 세출 예산안에 거부권을 행사했다. 민주당은 거부권을 무효화할 만큼 충분한 표를 얻지 못했지만, 같은 추가 조항이 포함된 새로운 법안을 통과시켰다. 헤이스는 이 법안에도 거부권을 행사했고, 이 과정은 세 번 더 반복되었다. 결국 헤이스는 불쾌한 추가 조항이 없는 세출 예산안에 서명했다. 의회는 집행법 시행에 필수적인 연방 보안관에게 자금을 지원하는 다른 법안을 통과시키기를 거부했다. 선거법은 여전히 유효했지만, 이를 시행할 자금은 삭감되었다. 민주당의 선거법 폐지 시도에 대한 헤이스의 강력한 입장은 북부의 시민권 옹호자들의 지지를 얻었고, 공무원 개혁 노력으로 소외되었던 일부 공화당원들 사이에서 그의 인기를 높였다.
헤이스는 남부 민주당원들 사이에서 정실 인사를 분배함으로써 남부의 사회적 풍습과 시민권 법률을 조화시키려 노력했다. 그는 일기에서 "내 임무는 인종 차별을 없애고, 지역주의를 폐지하고, 전쟁을 끝내고 평화를 가져오는 것이었다"라고 썼다. "이를 위해 나는 비정상적인 조치를 취하고 내 당과 국가 내에서의 내 입지와 명성을 걸 준비가 되어 있었다." 그는 또한 백인과 흑인 모두에게 매력적인 강력한 공화당을 남부에 건설하려고 노력했다. 그의 모든 노력은 헛되었다. 헤이스는 남부인들을 인종 평등 사상을 받아들이도록 설득하는 데 실패했고, 의회가 시민권 법률을 시행하기 위한 자금을 배정하도록 설득하는 데도 실패했다. 그 후 수십 년 동안, 아프리카계 미국인들은 거의 완전히 선거권을 박탈당했다.

## 기타 국내 문제

### 국가 리더십
1876년 대통령 선거 이후, 국가 정치 권력은 매우 미묘하게 균형을 이루었다. 1877년 상원에는 공화당원 39명, 민주당원 36명, 무소속 1명이 있었고, 하원은 민주당이 153대 140으로 근소한 차이로 통제했다. 1876년 선거 이후 고조된 정치적 긴장을 완화하고 타협할 필요성을 양당 모두 인식했기 때문에 양측 모두 말썽꾼이나 선동가는 거의 없었다. 경제는 1873년에 끝난 혹독한 불황에서 회복되었으며, 국가는 경제 확장, 농업 번영, 그리고 철, 강철, 석유와 같은 거대 산업을 건설하는 기업가 정신을 환영했다. 역사가 리처드 화이트는 최근 재건 시대 이후 황금 시대의 특징이었던 "번영을 향한 추구"를 강조했다.

### 공무원 개혁

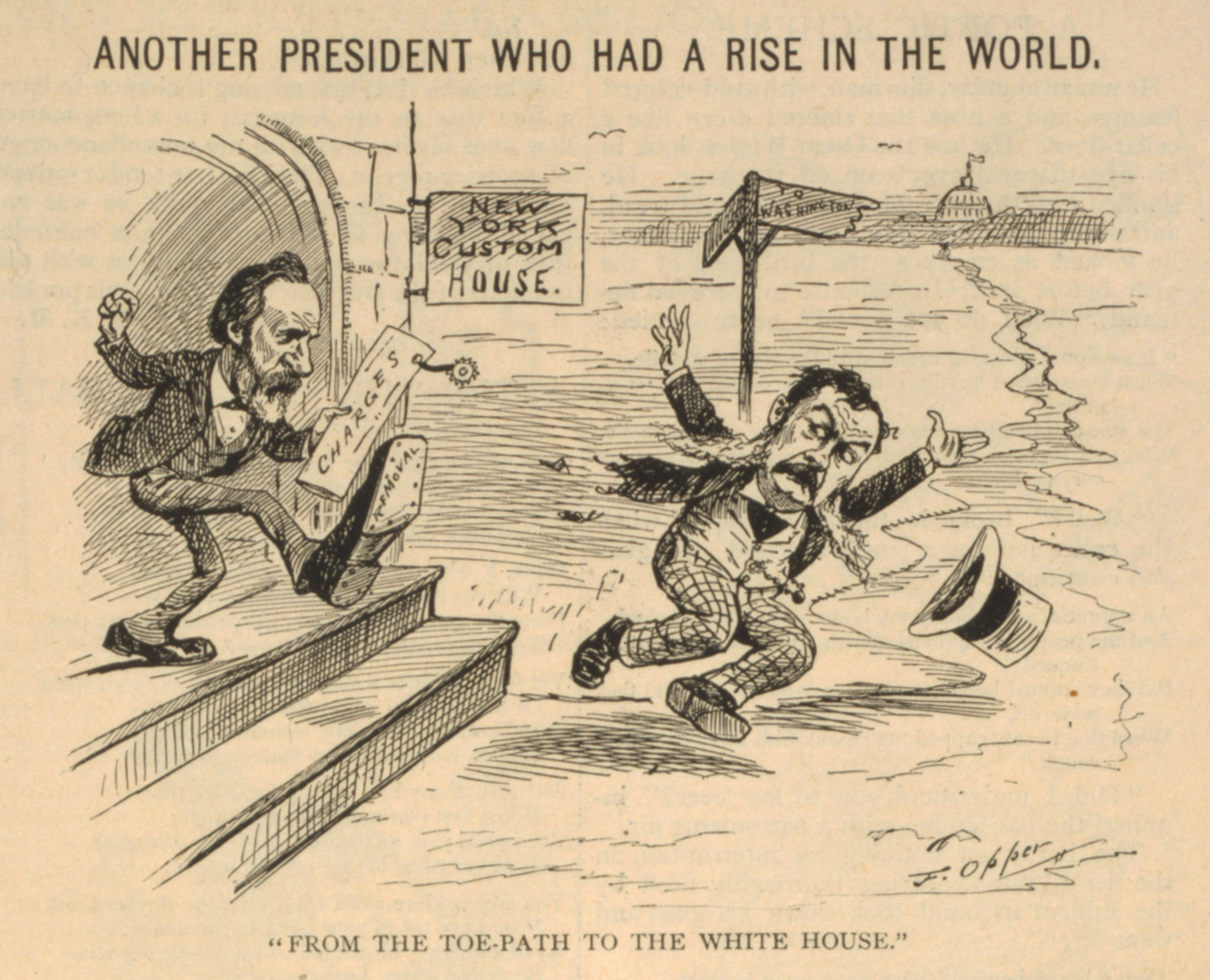
뉴욕 세관 건물에서 체스터 A. 아서를 쫓아내는 헤이스. 프레데릭 버 오퍼의 시사 만화.

재건을 끝낸 후, 헤이스는 공무원 개혁 문제에 착수했다. 연방 일자리를 정치적 지지자나 유력 의원들의 총애를 받는 사람들에게 주는 대신, 헤이스는 공무원 시험의 성과에 따라 임명하는 것을 선호했다. 개혁에 대한 그의 의지를 보여주기 위해 헤이스는 내무장관 슈르츠와 국무장관 이바츠에게 새로운 연방 임명 규칙을 작성하는 특별 내각 위원회를 이끌어달라고 요청했다. 정치적 임명에 대해 자문을 받는 데 익숙했던 양당의 상원의원들은 헤이스에게 등을 돌렸다. 헤이스의 개혁 노력은 뉴욕의 로스코 콩클링 상원의원이 이끄는 공화당의 스테어월트, 즉 정실 인사 지지 파벌과 갈등을 빚었다. 재무장관 셔먼은 존 제이에게 콩클링의 정실 인사들로 가득 찬 뉴욕 세관을 조사하도록 명령했다. 제이의 보고서는 뉴욕 세관이 정치적 임명직으로 과도하게 직원이 배치되어 있으며, 직원 중 20%는 필요 없다는 것을 시사했다.
의회가 공무원 개혁에 대한 조치를 취하려 하지 않자, 헤이스는 연방 공직자들이 선거 운동 기부를 강요당하거나 당 정치에 참여하는 것을 금지하는 행정 명령을 발표했다. 뉴욕 항만세관장이었던 체스터 A. 아서와 그의 부하인 알론조 B. 코넬 및 조지 H. 샤프는 모두 콩클링 지지자였으며, 대통령의 명령에 불복종했다. 1877년 9월, 헤이스는 세 사람의 사임을 요구했으나 그들은 거부했다. 그는 시어도어 루스벨트 시니어, L. 브래드포드 프린스, 그리고 에드윈 메리트 (모두 콩클링의 뉴욕 라이벌인 이바츠 국무장관 지지자)를 그들의 후임으로 상원에 임명하여 인준을 요청했다. 콩클링이 의장으로 있던 상원 상무위원회는 만장일치로 지명자들을 거부하기로 투표했고, 전체 상원은 루스벨트와 프린스를 31대 25로 부결시켰으며, 샤프의 임기가 만료되었기 때문에 메리트만 인준했다. 헤이스는 1878년 7월 의회 휴회 기간 동안 아서와 코넬을 해고하고 각각 메리트와 사일러스 W. 버트를 휴회 중 임명으로 교체해야 했다. 콩클링은 1879년 2월 상원이 재개되었을 때 지명자들의 인준에 반대했지만, 메리트는 31대 25로, 버트는 31대 19로 승인되어 헤이스에게 가장 중요한 공무원 개혁 승리를 안겨주었다.
남은 임기 동안 헤이스는 의회에 영구적인 개혁 법안을 제정하고 미국 공무원 위원회에 자금을 지원하도록 압력을 가했으며, 1880년 마지막 국정 연설을 통해 개혁을 호소하기도 했다. 헤이스의 대통령 재임 기간 동안 개혁 법안이 통과되지는 않았지만, 그의 옹호는 1883년 펜들턴법 통과에 "정치적 추진력"을 제공했다. 헤이스는 공화당 의회 위원회 비서인 조지 콩던 고햄이 1878년 의회 선거 동안 연방 공직자들에게 선거 자금 기부를 요청하는 것을 허용하는 등, 평가 금지에 일부 예외를 두었다. 1880년, 헤이스는 해군 장관 리처드 W. 톰프슨이 프랑스 엔지니어 페르디낭 드 레셉스가 파나마에 프랑스 운하 건설을 추진하기 위해 제시한 명목상 직책에 대해 25,000달러의 급여를 받은 후, 즉시 톰프슨에게 사임하도록 강요했다.
헤이스는 또한 우정 서비스의 부패를 다루었다. 1880년, 슈르츠와 존 A. 로건 상원의원은 헤이스에게 우정 서비스의 부패한 계약 이권 시스템인 "스타 루트" 조직을 해체하고, 혐의를 받고 있는 주범인 제2우정청장 토머스 J. 브래디를 해고하라고 요청했다. 헤이스는 새로운 스타 루트 계약을 중단했지만, 기존 계약은 계속 이행되도록 했다. 민주당은 헤이스가 1880년 선거에서 공화당의 기회를 해치지 않기 위해 적절한 조사를 지연시켰다고 비난했지만, 양당 구성원들이 부패에 연루되어 있었기 때문에 선거 운동 자료에서 이 문제를 강조하지 않았다. 역사가 한스 L. 트레푸스는 대통령이 "주요 용의자(브래디)를 거의 알지 못했고, 스타 루트 부패와는 분명히 아무런 관련이 없었다"라고 썼다. 헤이스와 의회 모두 계약을 조사했지만 위법 행위에 대한 설득력 있는 증거를 찾지 못했지만, 브래디와 다른 사람들은 1882년에 공모 혐의로 기소되었다. 두 번의 재판 끝에 피고인들은 1883년에 무죄를 선고받았다.

### 1877년 철도 파업

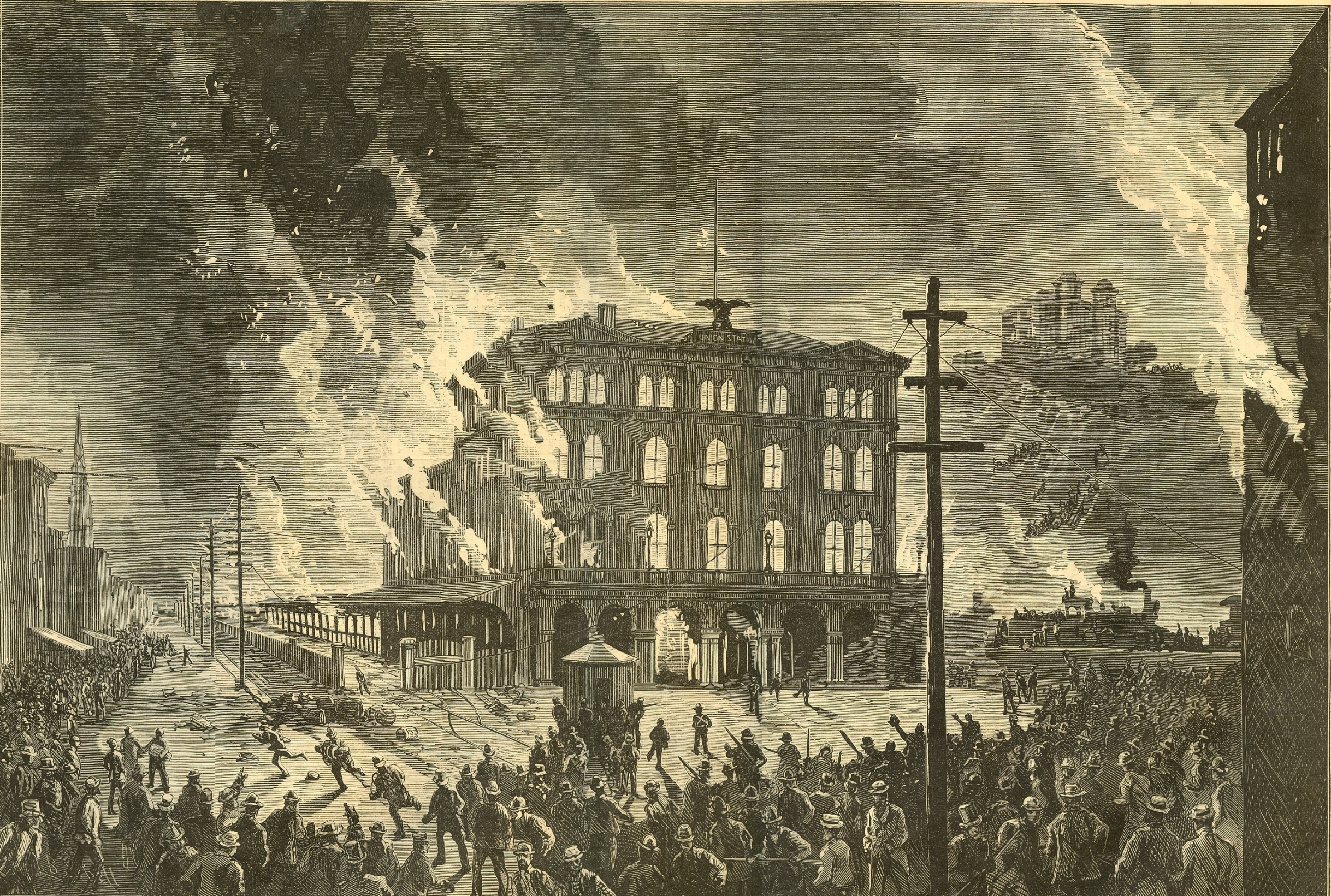
피츠버그, 펜실베이니아, 1877년 7월 21-22일 유니언 디포 화재

취임 첫 해, 헤이스는 미국 역사상 그 시점까지 가장 큰 노동 분규였던 1877년 대철도 파업에 직면했다. 1873년 공황 이후 겪은 재정 손실을 만회하기 위해 주요 철도 회사들은 직원들의 임금을 여러 차례 삭감했다. 가장 큰 철도 회사 중 하나인 펜실베이니아 철도는 1873년에서 1877년 사이에 평균 노동자의 임금을 약 25% 삭감했으며, 또한 더 긴 근무 시간과 더 엄격한 관리 통제를 시행했다. 1877년 7월, 볼티모어 & 오하이오 철도의 노동자들이 마틴즈버그, 웨스트버지니아에서 임금 삭감에 항의하며 파업에 돌입했다. 파업은 뉴욕 센트럴, 이리, 펜실베이니아 철도 노동자들에게 빠르게 확산되었고, 파업 참가자는 곧 수천 명에 달했다. 많은 지역사회에서는 철도 노동자들의 친구와 가족들도 파업에 참여했으며, 파업 지도자들은 군중을 통제하기 위해 고군분투했다. 폭동을 우려한 헨리 M. 매튜스 주지사는 헤이스에게 마틴즈버그에 연방군을 파견해 달라고 요청했고, 헤이스는 그렇게 했지만, 군대가 도착했을 때 폭동은 없었고 평화로운 시위만 있었다. 그러나 볼티모어에서는 7월 20일 폭동이 발생했고, 헤이스는 맥헨리 요새의 군대에 주지사를 도와 진압하도록 명령했다.
피츠버그는 다음으로 폭동에 휩싸였지만, 헤이스는 주지사가 먼저 요청하지 않고는 군대를 파견하는 것을 꺼렸다. 다른 불만을 가진 시민들도 철도 노동자들과 함께 폭동에 가담했다. 며칠 후, 헤이스는 연방 재산이 위협받는 곳에는 어디든지 군대를 파견하여 보호하기로 결정하고, 윈필드 스콧 핸콕 소장에게 전체 상황에 대한 지휘권을 부여했다. 폭동은 시카고와 세인트루이스로 확산되었고, 그곳에서 미국 노동자당은 잠시 총파업을 조직했다. 폭동이 확산되면서 일부는 파리 코뮌에서 영감을 받은 전국적인 급진적 혁명을 두려워하기 시작했다. 이러한 두려움은 현실이 되지 않았다. 1877년 7월 말까지 주, 지역, 연방 당국은 노동 분규를 종식시켰다. 연방군은 파업 참가자를 죽이거나 죽음을 당하지 않았지만, 주 민병대와 파업 참가자 간의 충돌로 양측에서 사망자가 발생했다.
단기적으로 철도 회사들은 승리했다. 노동자들은 직장으로 돌아갔고 일부 임금 삭감은 유지되었다. 그러나 대중은 파업과 폭력에 대해 철도 회사들을 비난했고, 철도 회사들은 작업 환경을 개선하고 더 이상의 삭감을 하지 않도록 강요받았다. 사업 지도자들은 헤이스를 칭찬했지만, 그의 자신의 의견은 더 모호했다. 그는 일기장에 다음과 같이 기록했다. "파업은 무력으로 진압되었다. 그러나 이제 진정한 해결책은 무엇인가. 파업 참가자들의 교육, 자본가들의 현명한 통제, 현명한 일반 정책으로 이 악을 끝내거나 줄일 수 없을까? 철도 파업 참가자들은 일반적으로 좋은 사람들이고, 술을 마시지 않고, 지적이며, 근면하다." 헤이스는 주 내 노동 분쟁에 개입하기 위해 미 육군을 파견한 최초의 대통령이었다. 파업과 연방군의 파견에 대응하여 의회는 국내 소요 사태 해결에 군 인력 사용을 제한하는 포세 코미타투스 법을 통과시켰다.

### 여성의 권리
여성 참정권 운동은 헤이스의 대통령 재임 이전에 수년간 성장해왔다. 비록 참정권 문제는 헤이스의 임기 동안 해결되지 않았지만, 다른 (비록 더 작은) 문제는 해결되었다. 헤이스의 취임 이전에 벨바 안 록우드는 대법원 변호사 자격을 얻으려 시도했다. 그녀는 자격이나 능력 때문이 아니라 성별 때문에 거부당했다. 그녀는 의회 의원들에게 그러한 장벽을 제거하고 자격을 갖춘 여성이 대법원에서 사건을 제출하고 변론할 수 있도록 허용하는 법안을 요청했다. 많은 논쟁 끝에 1879년, 의회는 여성의 특정 법적 장애를 완화하는 법안을 통과시켰고, 헤이스는 이를 서명하여 법률로 제정했는데, 이는 일반적으로 록우드 법안으로 알려져 있다. 록우드는 이후 대법원에서 여러 건의 사건을 변론했으며, 1906년에 한 건을 승소했다.

### 인디언 정책

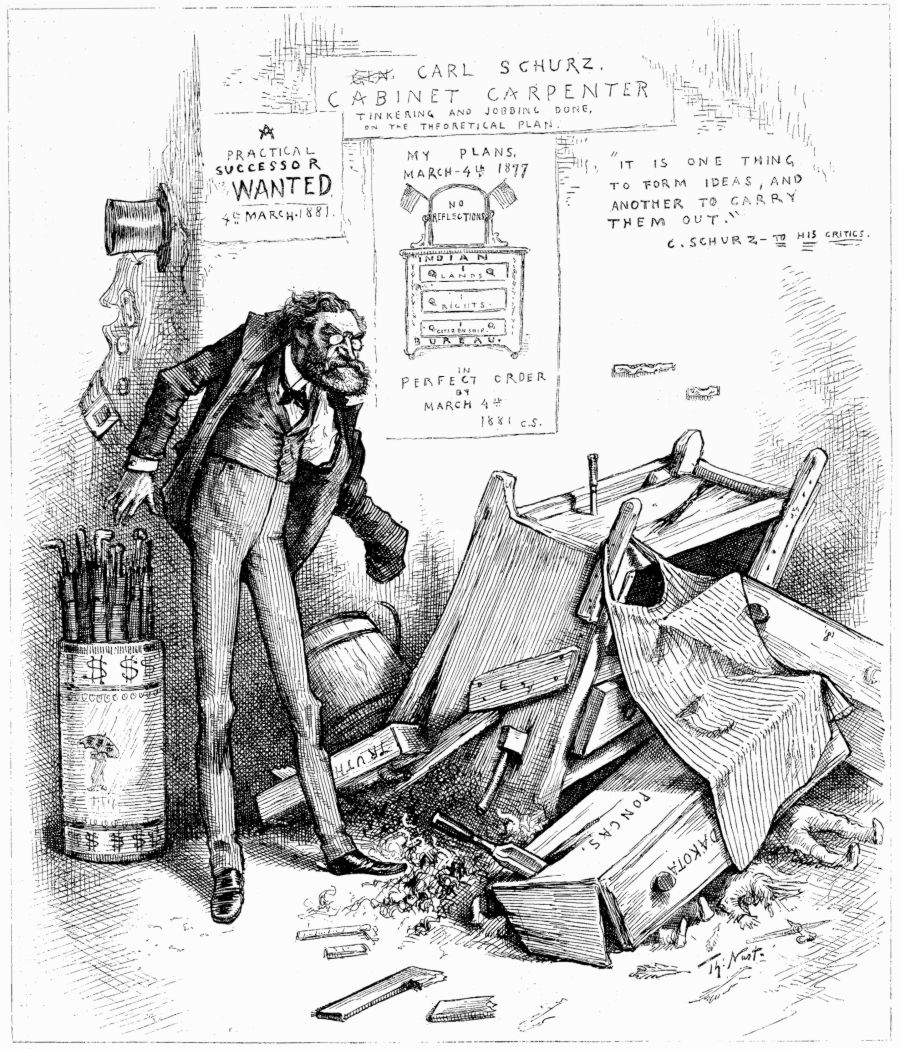
카를 슈르츠의 인디언 사무국 관리에 대한 1881년 정치 풍자 만화

내무장관 슈르츠는 헤이스의 아메리카 원주민 정책을 수행했으며, 우선 미국 전쟁부가 인디언 사무국을 인수하는 것을 막는 것으로 시작했다. 헤이스와 슈르츠는 백인 문화로의 동화, 교육 훈련, 인디언 토지를 개별 가구 할당지로 분할하는 정책을 수행했다. 헤이스는 그의 정책이 인디언과 백인 사이의 자립과 평화로 이어질 것이라고 믿었다. 당시 슈르츠를 포함한 진보적 개혁가들이 선호했던 할당 제도는 오히려 아메리카 원주민에게 해로웠다. 그들은 이후의 부도덕한 백인 투기꾼들에게 토지를 판매하여 많은 땅을 잃었다. 헤이스와 슈르츠는 인디언 사무국을 개혁하여 사기를 줄이고, 인디언들에게 인력 부족 보호 구역을 스스로 관리할 책임을 부여했다.
헤이스는 여러 인디언 부족과의 갈등을 다루었다. 치프 조셉이 이끄는 네즈 퍼스족은 1877년 6월 올리버 O. 하워드 소장이 그들에게 보호구역으로 이동하도록 명령하면서 봉기를 시작했다. 하워드의 병사들이 전투에서 네즈 퍼스족을 격파하자, 부족은 캐나다로 1700마일의 퇴각을 시작했다. 10월, 베어 포, 몬태나주에서 결정적인 전투 끝에 치프 조셉은 항복했고 윌리엄 T. 셔먼 장군은 부족을 캔자스주로 이송하도록 명령했으며, 그들은 1885년까지 그곳에 머물러야 했다. 네즈 퍼스 전쟁이 서부의 마지막 갈등은 아니었다. 배넉족은 1878년 봄에 봉기하여 인근 정착촌을 습격한 후 그해 7월 하워드 군대에 의해 격파되었다. 유트족과의 전쟁은 1879년 유트족이 그들을 기독교로 개종시키려던 인디언 에이전트 네이선 미커를 살해하면서 발발했다. 뒤이은 화이트 강 전쟁은 슈르츠가 유트족과 평화를 협상하고 백인 콜로라도인들이 미커의 죽음에 대한 복수를 하는 것을 막으면서 끝났다.
헤이스는 또한 그랜트 행정부 시기의 오해로 인해 퐁카족을 네브래스카주에서 인디언 준주 (현재 오클라호마주)로 이주시키는 문제 해결에도 관여했다. 부족의 문제는 그들의 족장 스탠딩 베어가 슈르츠의 인디언 준주에 머물러야 한다는 요구에 이의를 제기하는 소송을 제기하면서 헤이스의 주목을 받았다. 슈르츠를 기각하고, 헤이스는 1880년에 퐁카족이 네브래스카로 돌아가거나 인디언 준주의 보호 구역에 머물 수 있다고 판결하는 위원회를 구성했다. 퐁카족은 이전에 수족에게 양도되었던 토지 권리에 대한 보상을 받았다. 1881년 2월 의회에 보낸 메시지에서 헤이스는 "이 상처받은 사람들에게 정의와 인간성 모두가 요구하는 보상 조치를 제공할 것"이라고 주장했다.

## 재정 및 경제

### 통화 논쟁

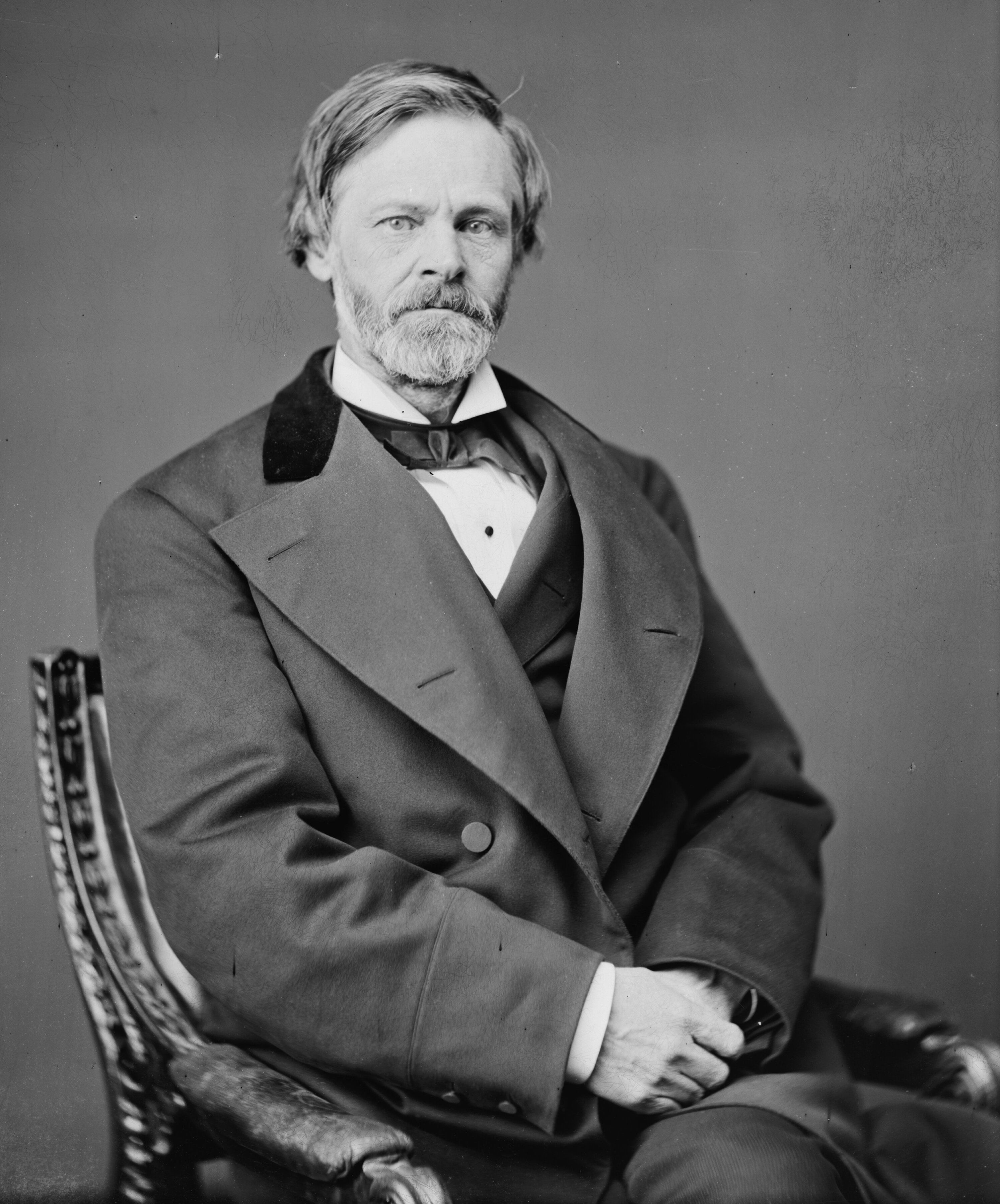
존 셔먼 재무장관은 헤이스와 함께 국가를 금본위제로 되돌리려 노력했다.

1873년 주화법은 1달러 이상의 모든 주화에 대한 은 주조를 중단하여 사실상 달러를 금의 가치에 묶었다. 그 결과 통화 공급이 위축되었고 1873년 공황의 영향은 더욱 심해져, 채무자들이 통화 가치가 낮았을 때 계약했던 부채를 갚는 것이 더 비싸졌다. 특히 농부들과 노동자들은 증가된 통화 공급이 임금과 재산 가치를 회복시킬 것이라고 믿으며 두 금속 모두로 주조하는 것을 요구했다. 미주리주의 민주당 하원의원 리처드 P. 블랜드는 미국이 광부들이 정부에 팔 수 있는 만큼 은을 주조하여 통화 공급을 늘리고 채무자들을 돕도록 요구하는 법안을 제안했다. 아이오와주의 공화당원 윌리엄 B. 앨리슨은 상원에서 주조량을 월 200만~400만 달러로 제한하는 수정안을 제안했고, 그 결과인 블랜드-앨리슨 법은 1878년 의회 양원을 통과했다.
헤이스는 블랜드-앨리슨 법이 사업에 파멸적인 인플레이션을 초래하고, 법안에서 제안된 은화가 기존 금화의 90~92%의 본질적 가치를 가질 것이므로 금 달러에 기반한 계약을 효과적으로 손상시킬 것을 우려했다. 또한 헤이스는 통화를 인플레이션시키는 것이 부정직한 행위라고 믿었으며, "[정직한 통화를 위해] 편의와 정의 모두가 요구된다"고 말했다. 그는 법안에 거부권을 행사했지만, 의회는 그의 거부권을 무효화했는데, 이는 그의 대통령 재임 기간 동안 유일한 경우였다. 블랜드-앨리슨 법이 대통령에게 은화 주조량을 결정할 재량을 주었기 때문에, 헤이스는 상대적으로 소수의 은화만 주조하도록 승인하여 법의 영향을 제한했다.
남북 전쟁 중 연방 정부는 미국 화폐 (일반적으로 그린백이라고 불림)를 발행했는데, 이는 일종의 불환 지폐였다. 정부는 이 지폐를 세금 및 관세 지불에 유효하다고 받아들였지만, 일반 달러와 달리 금으로 교환할 수 없었다. 1875년의 화폐 복원법은 재무부가 미상환 그린백을 금으로 교환하도록 요구하여 유통에서 회수하고 금본위제를 복원했다. 헤이스와 존 셔먼 재무장관은 모두 금본위제 복원을 지지했으며, 헤이스 행정부는 그린백을 금으로 교환하기 위해 금을 비축했다. 그러나 대중이 그린백을 금으로 교환할 수 있다고 확신하자 실제로 그렇게 한 사람은 거의 없었다. 1879년에 이 법이 발효되었을 때, 미상환 그린백 3억 4600만 달러 중 13만 달러만이 실제로 교환되었다. 블랜드-앨리슨 법과 함께 성공적인 화폐 복원은 인플레이션론자들과 경화론자들 사이에서 실현 가능한 타협을 이루었다. 세계 경제가 개선되기 시작하면서, 헤이스의 남은 임기 동안 더 많은 그린백과 은화 발행에 대한 요구는 잠잠해졌다.

### 연금과 관세
1861년, 의회는 모릴 관세를 통과시켜 남북 전쟁 자금을 조달하고 철강과 같은 미국 산업을 보호함으로써 관세를 크게 인상했다. 모릴 관세의 높은 세율은 1870년대에도 계속 유지되어 연방 예산 흑자를 초래했다. 관세는 산업화된 북동부에서는 정치적으로 인기가 있었지만, 높은 관세율이 물가 상승으로 이어져 남부와 중서부에서는 많은 비판을 받았다. 관세의 인기를 높이기 위해 헨리 W. 블레어 상원의원은 1879년 헤이스가 서명한 연체 법안을 제안했다. 연체 법안은 연금 지급을 군인의 제대일 또는 사망일로 소급 적용하는 방식으로 남북 전쟁 참전 용사들을 위한 연금 제도를 확대했다. 실제로는 이는 참전 용사들과 그 가족들에게 큰 수표를 보내는 것을 의미했으며, 1879년에서 1881년 사이에 연금 지급액이 두 배로 증가했다. 이 법안은 남부를 제외한 지역에서 매우 인기가 많았으며, 공화당과 높은 관세율에 대한 지지를 확산시켰다.

## 외교

### 파나마 운하

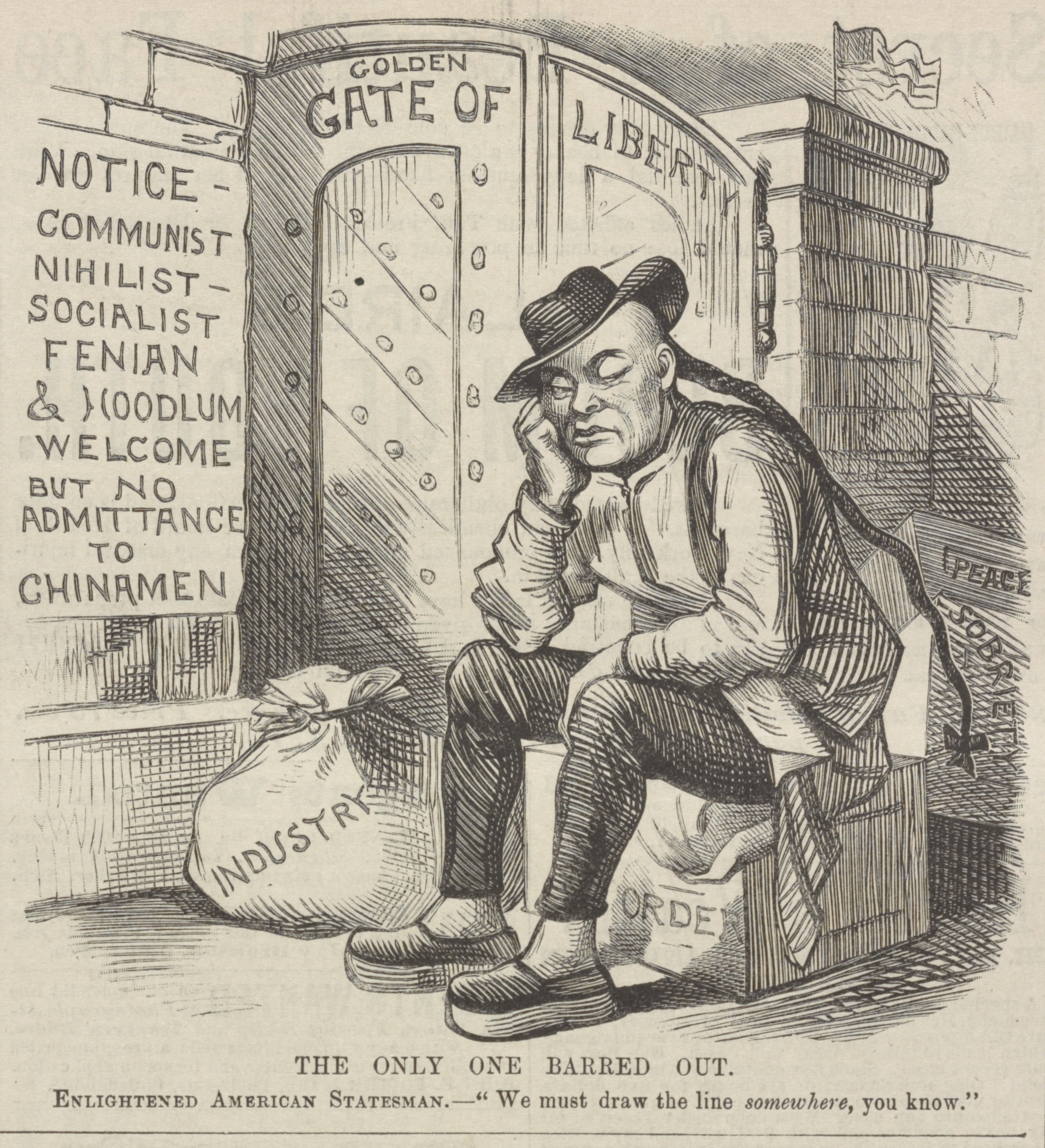
1882년 중국인 배척을 비판하는 정치 풍자 만화

헤이스는 수에즈 운하 건설자인 페르디낭 드 레셉스가 당시 콜롬비아 소유였던 파나마 지협을 가로지르는 운하를 건설하려는 계획에 대해 불안해했다. 멕시코에서의 프랑스 모험주의의 반복을 우려한 헤이스는 먼로주의를 확고히 해석했다. 의회에 보낸 메시지에서 헤이스는 운하에 대한 자신의 의견을 설명했다: "이 나라의 정책은 미국 통제 하의 운하입니다... 미국은 유럽 열강이나 유럽 열강 연합에 이 통제권을 양도하는 것에 동의할 수 없습니다." 드 레셉스는 그럼에도 불구하고 막대한 자금을 모아 건설을 시작했다. 질병이 그의 인력을 황폐화시켰고, 그의 프로젝트는 부패와 무능으로 붕그스 났다.

### 멕시코
1870년대 내내 "무법 단체"는 종종 멕시코 국경을 넘어 텍사스를 습격했다. 취임 3개월 후, 헤이스는 군대에 멕시코 영토를 넘어서더라도 산적을 추격할 권한을 부여했다. 포르피리오 디아스 멕시코 대통령은 이 명령에 항의하며 병력을 국경으로 파견했다. 디아스와 헤이스가 산적을 공동으로 추격하는 데 동의하고 헤이스가 멕시코 혁명가들이 미국에서 군대를 조직하는 것을 허용하지 않기로 동의하면서 상황은 진정되었다. 국경 지역의 폭력은 감소했고, 1880년 헤이스는 멕시코로의 추격을 허용하는 명령을 철회했다.

### 중국 이민
헤이스 행정부는 중국인 이민이 헤이스의 대통령 재임 기간 동안 논란이 많은 문제가 되면서 미국-중국 관계에 상당한 관심을 기울였다. 1868년, 상원은 중국과 벌링게임 조약을 비준하여 중국인 이민자의 무제한적인 유입을 허용했다. 1873년 공황 이후 경제가 악화되면서 중국인 이민자들이 노동자 임금을 낮추는 원인으로 지목되었다. 1877년 대철도 파업 중 샌프란시스코에서 반중국인 폭동이 발생했고, 중국인 이민 중단을 강조하는 제3 정당, 즉 노동자당이 결성되었다. 이에 대응하여 의회는 1879년에 미국 항구에 도착하는 선박에 허용되는 중국인 승객 수를 제한하는 것을 목표로 하는 "15인승 법안"을 통과시켰다. 이 법안은 벌링게임 조약의 조건을 위반할 것이었으므로, 미국이 일방적으로 조약을 폐기해서는 안 된다고 믿은 헤이스는 거부권을 행사했다. 이 거부권은 동부 자유주의자들 사이에서 칭찬을 받았지만, 서부에서는 헤이스가 심하게 비난받았다. 그 후의 소동 속에서 하원의 민주당원들은 그를 탄핵하려 시도했지만, 공화당원들이 투표를 거부하여 정족수를 방해하면서 아슬아슬하게 실패했다. 거부권 행사 후, 국무부 차관보 프레데릭 W. 시워드와 제임스 버릴 앤젤은 중국 이민자 수를 줄이기 위해 중국과 협상했다. 그 결과 합의된 1880년 앤젤 조약은 미국이 중국인 이민을 중단하는 것을 허용했고, 의회는 (헤이스가 퇴임한 후) 1882년 중국인 배척법으로 이를 시행했다.

### 기타 문제
1878년, 삼국 동맹 전쟁 이후 대통령은 아르헨티나와 파라과이 간의 영토 분쟁을 중재했다. 헤이스는 그란차코 지역의 분쟁 지역을 파라과이에 주었고, 파라과이인들은 그를 기리기 위해 도시(비야아예스)와 주(프레시덴테아예스주)의 이름을 그의 이름으로 바꾸었다. 행정부는 주요 유럽 강대국들과 우호적인 관계를 추구했지만, 먼로주의에 해가 되는 방식은 아니었다. 헤이스는 1871년 워싱턴 조약을 지지하여 앨라배마 클레임으로 인한 영국과의 분쟁을 종식시켰다. 그는 사모아 합병 요청을 거부하고 대신 영국, 독일과 사실상의 삼자 보호령을 수립했다.

## 퇴임 직전

### 1880년 서부 여행
1880년, 헤이스는 71일간의 미국 서부 여행을 떠나 로키 산맥 서쪽으로 여행한 최초의 현직 대통령이 되었다. 헤이스의 여행단에는 그의 아내와 여행을 조직하는 데 도움을 준 윌리엄 테쿰세 셔먼 장군이 포함되어 있었다. 헤이스는 1880년 9월 시카고에서 대륙횡단철도를 타고 여행을 시작했다. 그는 대륙을 가로질러 캘리포니아에 도착했으며, 먼저 와이오밍, 유타, 네바다를 거쳐 새크라멘토와 샌프란시스코에 도착했다. 철도와 역마차를 이용하여 일행은 북쪽으로 오리건주에 도착했으며, 포틀랜드에 도착한 후 밴쿠버, 워싱턴으로 향했다. 증기선을 타고 시애틀을 방문한 후 샌프란시스코로 돌아왔다. 헤이스는 그 후 여러 남서부 주를 여행한 후 11월에 오하이오로 돌아와 1880년 대통령 선거에 투표할 수 있었다.

### 1880년 대통령 선거

1880년 선거에서 공화당의 제임스 가필드는 민주당의 윈필드 스콧 핸콕을 물리쳤다.

일부 공화당원들은 헤이스에게 두 번째 임기를 위해 출마할 것을 촉구했지만, 그는 은퇴를 고대하고 있었고, 따라서 1876년 한 임기만 봉사하겠다는 약속을 지켰다. 1880년 6월 공화당원들이 시카고에 모였을 때, 지명을 위한 싸움은 전직 대통령 그랜트와 제임스 G. 블레인 상원의원 사이에 있었다. 오하이오 대표단의 수장이자 전당대회 규칙 위원회 의장이었던 제임스 A. 가필드 하원의원은 존 셔먼 재무장관을 지지했다. 엘리후 B. 워시번, 조지 F. 에드먼즈, 윌리엄 윈덤도 잠재적 후보로 떠올랐다. 전당대회는 33번의 투표에서 교착 상태에 빠졌고, 그랜트가 선두를 달렸고, 블레인과 셔먼이 그 뒤를 이었다. 34번째 투표에서 가필드는 위스콘신에서 16표를 얻었고, 블레인과 셔먼 지지자들은 이후 투표에서 가필드에게 지지를 바꿨다. 36번째 투표에서 가필드는 그랜트의 306표에 대해 399표를 얻어 승리하며 공화당 지명을 받았다. 전당대회는 뉴욕의 전 항만세관장이었던 체스터 A. 아서를 가필드의 러닝메이트로 지명했다. 헤이스는 하프브리드와 스테어월트 사이의 균형을 제공하는 이 후보에 만족했으며, 전당대회가 자신의 대통령 재임 기간을 지지하는 것을 높이 평가했다.
1880년 민주당 전당대회는 6월에 열려 윈필드 스콧 핸콕 장군을 지명했다. 민주당이 남부를 확고히 장악하고 있었기 때문에, 공화당의 승리는 인디애나, 오하이오, 뉴저지, 뉴욕, 코네티컷 등 북부의 스윙 스테이트에서 강력한 성과를 요구했다. 공화당은 보편적 성인 남성 참정권에 대한 지지를 바탕으로 선거 운동을 벌였고, 공화당 정책이 경제 번영을 가져왔다고 주장했다. 핸콕은 남부와 서부 대부분을 휩쓸었지만, 가필드는 북동부와 중서부를 지배하며 선거에서 승리했다. 가필드는 0.1% 미만의 극히 근소한 득표율 우위를 기록했다. 그린백당의 제임스 B. 위버는 득표율의 3% 이상을 얻었다. 가필드의 당선 이후 몇 주 동안, 헤이스와 가필드는 원활한 권력 이양을 위해 서로 협력했다.

## 역사적 평가
역사가 아리 후겐붐은 헤이스가 현명한 정치인이자 "가능한 것을 시도한 인내심 있는 개혁가"였다고 주장한다. 후겐붐은 헤이스의 가장 심각한 실수는 두 번째 임기를 위해 출마하지 않기로 결정한 것이며, 이는 헤이스가 자신의 의제를 더 완전히 이행할 수 있었을 것이라고 주장한다. 역사가 키스 폴라코프는 기본적으로 후겐붐의 견해에 동의한다. 그에 따르면, 헤이스는 대통령직을 새로운 정책을 도입하기 위한 도전이 아니라 개인적인 영광으로 받아들였다. 그는 재건 상황과 1877년 대철도 파업과 같은 위기를 진정시키기 위해 노력했다. 효율성은 그의 핵심 목표였으며, 정실 인사를 공무원 전문가로 교체하는 그가 추진한 주요 개혁의 목표였다. 그러나 폴라코프에 따르면, 그는 당 정실 인사 세력에 맞서 이를 달성하기 위해 충분히 노력하지 않았다. 그는 내각에 광범위한 재량권을 부여했으며, 그들의 주요 활동에 간섭하거나 지시하지 않았다. 헤이스는 대통령의 특권을 보호하기 위해 종종 의회와 충돌했지만, 이는 새로운 것을 이끌어내지 못한 수동적인 활동이었다. 그는 오랜 친구인 제임스 가필드를 자신의 후임으로 선출하는 데 도움을 주었다는 공로를 인정받았다. 케네스 데이비슨은 헤이스가 지난 20년 동안 많은 증오와 폭력을 유발했던 지역, 계급, 인종 갈등을 종식시키고 국가적 통합을 촉진하기 위해 특히 긴 연설 여행을 통해 얼마나 열심히 노력했는지를 강조한다.
역사가와 정치학자들의 여론 조사에 따르면 헤이스는 일반적으로 평균 이하의 대통령으로 평가된다. 2018년 미국정치학회의 대통령 및 행정 정치 부문 여론 조사에서는 헤이스를 역대 28번째 최고의 대통령으로 평가했다. 2017년 C-SPAN의 역사가 여론 조사에서는 헤이스를 역대 32번째 최고의 대통령으로 평가했다.

## 내용주
1. ↑  선거인 존 W. 와츠(John W. Watts)는 미국 헌법 제2조 1항 2절을 위반하여 "미국 하에 신뢰 또는 이익의 직위를 보유"했기 때문에 실격되었다.[19]
2. ↑  찰스 K. 그레이엄이 메리트의 전임 자리를 채웠다.[68]
3. ↑  미 육군은 이전에 영토 내 노동 분쟁에 개입하기 위해 파견된 적이 있었다.[93]

## 참고 자료

### 서적
- Barnard, Harry (2005) [1954]. 《Rutherford Hayes and his America》. Newtown, Connecticut: American Political Biography Press. ISBN 978-0-945707-05-9.
- Bruce, Robert V. (1989) [1959]. 《1877: Year of Violence》. Ivan R. Dee, Publisher. ISBN 978-0-929587-05-9.
- Burgess, John William. The administration of President Hayes (1916); 155pp online free
- Conwell, Russell (1876). 《Life and public services of Gov. Rutherford B. Hayes》. Boston: B. B. Russell.
- Davison, Kenneth E. (1972). 《The Presidency of Rutherford B. Hayes》. Westport, CT: Greenwood Press. ISBN 978-0-8371-6275-1.
- Dodds, Graham G. (2013). 《Take Up Your Pen: Unilateral Presidential Directives in American Politics》. Philadelphia: University of Pennsylvania Press. ISBN 978-0-8122-0815-3.
- Foner, Eric (2002) [1988]. 《Reconstruction: America's Unfinished Revolution, 1863–1877》. New York: Harper Perennial Modern Classics. ISBN 978-0-06-093716-4.
- Hoogenboom, Ari (1995). 《Rutherford Hayes: Warrior and President》. Lawrence, Kansas: University Press of Kansas. ISBN 978-0-7006-0641-2.
- Logan, Rayford W. The Betrayal of the Negro: From Rutherford B. Hayes to Woodrow Wilson (Collier Books, 1965).
- Morris, Roy. Fraud of the century: Rutherford B. Hayes, Samuel Tilden, and the stolen election of 1876 ( New York: Simon & Schuster, 2003).
- Oberholtzer, Ellis Paxson (1926). 《A History of the United States Since the Civil War: Volume 3 1872–1878》. New York, Macmillan. 69–122쪽.
- Oberholtzer, Ellis Paxson (1926). 《A History of the United States Since the Civil War: Volume 4 1878–1888》. New York, Macmillan. 1-45쪽.
- Quince, Charles. Rutherford B. Hayes and the Restoration of Presidential Powers (2020).
- Reid, Whitelaw (1868). 《Ohio in the War: The history of her regiments, and other military organizations》. Moore, Wilstach & Baldwin.
- Rhodes, James Ford. History of the United States from the Compromise of 1850: 1877–1896 (1919) online complete; pp 1–109; old, factual and heavily political, by winner of Pulitzer Prize
- Richardson, Heather Cox (2001). 《The Death of Reconstruction》. Cambridge, Massachusetts: Harvard University Press. ISBN 978-0-674-00637-9.
- Robinson, Lloyd (2001) [1968]. 《The Stolen Election: Hayes versus Tilden—1876》. New York: Tom Doherty Associates. ISBN 978-0-7653-0206-9.
- Simpson, Brooks D. The Reconstruction Presidents (1998) pp 198-228 on Hayes.
- Stowell, David O. (1999). 《Streets, Railroads, and the Great Strike of 1877》. Chicago: University Of Chicago Press. ISBN 978-0-226-77668-2.
- Trefousse, Hans L. (2002). 《Rutherford B. Hayes》. New York: Times Books. ISBN 978-0-8050-6907-5.
- Unger, Irwin (2008) [1964]. 《The Greenback Era: A Social and Political History of American Finance, 1865–1879》. New York: ACLS Humanities. ISBN 978-1-59740-431-0.
- White, Richard (2017). 《The Republic for Which It Stands: The United States During Reconstruction and the Gilded Age: 1865–1896》. New York: Oxford University Press. ISBN 9780190619060.
- Williams, Charles Richard. Life of Rutherford Birchard Hayes (2 vol 1914); vol 1 to 1877 online; also vol 2 from 1877 online
- Woodward, C. Vann. Reunion and Reaction: The Compromise of 1877 and the End of Reconstruction (1951).

### 미출판 박사 학위 논문
- Houdek, John Thomas. "James A. Garfield and Rutherford B. Hayes: A Study in State and National Politics" (Michigan State University; Proquest Dissertations Publishing, 1970. 7111871).
- Matlosz, Gregory. "The Political Symbiosis of Rutherford B. Hayes & William McKinley" (Drew University; ProQuest Dissertations Publishing, 2015. 3700842).
- Ranson, Frederick Duane. "The Great Unknown: Governor Rutherford B. Hayes Of Ohio." (West Virginia University; Proquest Dissertations Publishing, 1978. 7910909).

### 기사
- Bishop, Wesley R. "Rutherford B. Hayes Presidential Library and Museum." Ohio History 127.2 (2020): 126–129. online
- Clendenen, Clarence (October 1969). 《President Hayes' "Withdrawal of the Troops": An Enduring Myth》. 《The South Carolina Historical Magazine》 70. 240–250 [244]쪽. JSTOR 27566958.
- De Santis, Vincent P. "President Hayes's Southern Policy." Journal of Southern History 21.4 (1955): 476–494. online
- Deacon, Kristine. "On the Road with Rutherford B. Hayes: Oregon's First Presidential Visit, 1880." Oregon Historical Quarterly 112.2 (2011): 170–193. online
- Gallagher, Douglas Steven. "The 'smallest mistake': explaining the failures of the Hayes and Harrison presidencies." White House Studies 2.4 (2002): 395–414.
- Klotsche, J. Martin (December 1935). 《The Star Route Cases》. 《The Mississippi Valley Historical Review》 22. 407–418쪽. doi:10.2307/1892626. JSTOR 1892626.
- McPherson, James M. "Coercion or conciliation? abolitionists debate President Hayes's southern policy." New England Quarterly (1966): 474–497. online
- Moore, Dorothy L. "William A. Howard and the Nomination of Rutherford B. Hayes for the Presidency." Vermont History 38#4 (1970) pp. 316–319. online
- Paul, Ezra (Winter 1998). 《Congressional Relations and Public Relations in the Administration of Rutherford B. Hayes (1877–81)》. 《Presidential Studies Quarterly》 28. 68–87쪽. JSTOR 27551831.
- Peskin, Allan. "Rutherford B. Hayes: the road to the white house." in Edward O. Frantz, ed. A Companion to the Reconstruction Presidents 1865–1881 (2014): 403–414.
- Polakoff, Keith Ian. "Rutherford B. Hayes" in Henry F. Graff. ed. The Presidents: A Reference History (3rd ed. 2002) pp 261–72 online
- Ross, Michael A. "Rutherford B. Hayes." in The Presidents and the Constitution (Volume One. New York University Press, 2020). 253–265.
- Skidmore, Max J. Maligned Presidents: The Late 19th Century (Palgrave Macmillan, 2014) pp. 50–62.
- Smith, Thomas A. (Fall 1980). 《Before Hyde Park: The Rutherford B. Hayes Library》 (PDF). 《The American Archivist》 43. 485–488쪽.
- Sproat, John G. (1974). 〈Rutherford B. Hayes: 1877–1881〉.   C. Vann Woodward. 《Responses of the Presidents to Charges of Misconduct》. New York: Delacorte Press. 163–76쪽. ISBN 978-0-440-05923-3.

- Stuart, Paul (September 1977). 《United States Indian Policy: From the Dawes Act to the American Indian Policy Review Commission》. 《Social Service Review》 51. 451–463쪽. doi:10.1086/643524. JSTOR 30015511.
- Swint, Henry L. (June 1952). 《Rutherford B. Hayes, Educator》. 《The Mississippi Valley Historical Review》 39. 45–60쪽. doi:10.2307/1902843. JSTOR 1902843.
- Thelen, David P. (Summer 1970). 《Rutherford B. Hayes and the Reform Tradition in the Gilded Age》. 《American Quarterly》 22. 150–165쪽. doi:10.2307/2711639. JSTOR 2711639.
- Vazzano, Frank P. "Rutherford B. Hayes and the Politics of Discord." Historian 68.3 (2006): 519–540. online
- Vazzano, Frank P. "President Hayes, Congress and the Appropriations Riders Vetoes." Congress & the Presidency: A Journal of Capital Studies 20#1 (1993).
- Wheeler, William A. "Rutherford Birchard Hayes." in African Americans and the Presidents: Politics and Policies from Washington to Trump (2019): 68–70. online

### 1차 자료
- 하우얼스, 윌리엄 딘. Sketch of the Life and Character of Rutherford B. Hayes (Hurd and Houghton, 1876). 유명 소설가가 씀; online
- Hayes, Rutherford B. (1924).  Williams, Charles Richard, 편집. 《Diary and letters of Rutherford Birchard Hayes (4 vols.).》.